# Prichard Colón
Prichard Colón   (Maitland, 19 de setembre de 1992) és un boxejador professional porto-riqueny que des de 2015 es troba en estat vegetatiu.

## Primers anys i carrera amateur
Va néixer a Maitland, Florida, fill de Nieves i Richard Colón, un militar retirat. A l'edat de 10 anys, la seva família va decidir traslladar-se a Puerto Rico, de manera que Prichard podria representar a l'illa en competicions. La família es va establir al poble rural de Orocovis.
Va començar la seva carrera en el Albergue Olímpico a Salinas on es va guanyar el sobrenom de «Digget», que prové de la paraula «excavador» en relació amb la seva alçada. Després de graduar-se de a l'escola secundària, Colón va començar a estudiar Administració d'Empreses a la Universitat del Sagrado Corazon a San Juan.
Durant la seva carrera d'afeccionat, Colón va guanyar fama per guanyar 5 campionats nacionals. En les divisions de 141 i 152 lliures. També va guanyar la medalla d'or en el Campionat Panamericà Juvenil de 2009. Va lluitar en les preolímpiques de Brasil per guanyar una passada als Jocs Olímpics d'estiu de 2012 de Londres, però va perdre contra un lluitador veneçolà a la tercera ronda.
El 2012, Colón va decidir convertir-se en un lluitador professional. Va acabar la seva carrera amateur amb un rècord de 170-15.

## Carrera professional
Va debutar professionalment el 23 de febrer de 2013. La seva primera baralla va ser contra Xavier LaSalle al Cosme Beitia Salamo Coliseum a Cataño, Puerto Rico. Colón va noquejar a LaSalle a la primera ronda i es va distingir per la seva agitat horari. Va lluitar cinc vegades en 2013 i 7 vegades en 2014. El seu combat més notable va ser el 9 de setembre de 2015 quan va lluitar contra Vivian Harris, un lluitador més experimentat. La baralla es va dur a terme al Ricoh Coliseum a Toronto, Ontario, Canadà, i Colón va noquejar Harris en la quarta ronda.
El 17 d'octubre de 2015, Colón tenia una lluita programada amb Terrell Williams en el EagleBank de Fairfax, Virgínia. La lluita no va ser originalment part del cronograma, però es va agregar quan Andre Dirrell va sortir del seu combat amb Blake Caparello per raons mediques. El combat va tenir lloc només un mes després de l'última lluita de Colón contra Vivian Harris.

### Lesió cerebral
Colón va lluitar contra Williams durant nou assalts, durant el qual els dos combatents van ser penalitzats. Colón va ser penalitzat per un cop baix, mentre que Williams va ser penalitzat per colpejar a Colón en la part posterior del cap. En el novè assalt, Williams va aconseguir tirar a terra a Colón dues vegades. Colón va parlar amb el metge de primera fila entre els assalts i va dir que se sentia marejat, però que sentia que podia continuar. El metge de primera fila, Richard Ashby, va permetre que el combat continués. L'equip de Colón afirmava afirmava que era incoherent i experimentava marejos. Després del combat vomitava i va ser portat a l'hospital on li van diagnosticar una hemorràgia cerebral. Com a resultat, Colón va entrar en coma.
Colón va ser tractat durant diverses setmanes a l'Hospital Inova Fairfax a Virgínia, però finalment va ser transferit al Centre Shepherd a Atlanta, Georgia. Després d'estar en coma durant 221 dies, Colón va ser traslladat de l'hospital a la casa de la seva mare a Orlando, Florida. A partir d'abril de 2017, Colón continua en estat vegetatiu.
El 2017, els pares de Prichard Colón van presentar una demanda sol·licitant danys i perjudicis al metge de primera fila i als promotors per més de 900 milions de dòlars. La demanda encara no s'ha resolt a data de 2024 i mai no s'ha portat a judici. La mare de Prichard Colón, Nieves Colón, creu que potser mai no es resoldrà.
En vídeos de juliol de 2018 se'l pot veure fent fisioteràpia i responent a ordres verbals. També va afirmar que estava aprenent a comunicar-se a través d'un ordinador. El 2023 continua la rehabilitació, tot i que no ha recuperat la parla.